# Filip Jörgensen
Filip Jörgensen (Lomma, 16 de abril de 2002) é um futebolista dinamarquês que atua como goleiro. Atualmente defende o Chelsea.
Nascido na Suécia, jogou pelas seleções de base do seu país natal até 2020, quando passou a representar a Dinamarca.

## Carreira
Jörgensen passou por GIF Nike, Malmö, Santa Catalina Atlético, Penya Arrabal, Mallorca e Villarreal nas categorias de base antes de ser integrado ao time B do Submarino Amarillo em 2020, fazendo sua estreia profissional em outubro do mesmo ano, na derrota por 1 a 0 para o Peña Deportiva, em jogo válido pela Segunda División B (então a terceira divisão espanhola). Em novembro, renovou seu contrato com o Villarreal até o final da temporada 2024–25.
A estreia de Jörgensen no time principal do Villarreal foi em dezembro de 2021, substituindo Gerónimo Rulli na vitória por 7 a 1 sobre o Atlético Sanluqueño, pela Copa del Rey, e seu primeiro jogo em La Liga foi na derrota por 1 a 0 para o Rayo Vallecano, vestindo a camisa 13. Na temporada 2023–24, foi o goleiro com mais defesas na primeira divisão espanhola (143 no total), e em junho, o atleta renovou seu vínculo com o Villarreal até 2029.
Em julho de 2024, foi contratado pelo Chelsea, assinando por 7 temporadas, estreando como jogador dos Blues no jogo contra o Servette, da Suíça, na rodada de play-off da Liga Conferência da UEFA. Pouco utilizado na Premier League (6 jogos), atuou mais pela Liga Conferência (12 jogos) e também disputou partidas das copas nacionais (Copa da Liga e Copa da Inglaterra, além de ter jogado uma vez no Mundial de Clubes FIFA de 2025, quando os Blues venceram o Espérance de Tunis por 3 a 0 e conquistaram a classificação para as oitavas-de-final do torneio.

## Carreira internacional
Nascido em Lomma, Jörgensen chegou a jogar pelas seleções de base da Suécia antes de passar a representar a seleção Sub-21 da Dinamarca em 2021, onde atuou em 14 jogos.
Sua estreia pela equipe principal dos De Rød-Hvide foi em junho de 2025, em um amistoso contra a Irlanda do Norte, vencido pelos nórdicos por 2 a 1.

## Estatísticas
| Clube          | Temporada      | Liga               | Liga     | Liga | Copa     | Copa | Copa da Liga | Copa da Liga | Europa   | Europa | Outros   | Outros | Total    | Total |
| Clube          | Temporada      | Divisão            | Partidas | Gols | Partidas | Gols | Partidas     | Gols         | Partidas | Gols   | Partidas | Gols   | Partidas | Gols  |
| -------------- | -------------- | ------------------ | -------- | ---- | -------- | ---- | ------------ | ------------ | -------- | ------ | -------- | ------ | -------- | ----- |
| Villarreal B   | 2020–21        | Segunda División B | 16       | 0    | —        | —    | —            | —            | —        | —      | —        | —      | 16       | 0     |
| Villarreal B   | 2021–22        | Primera Federación | 14       | 0    | —        | —    | —            | —            | —        | —      | —        | —      | 14       | 0     |
| Villarreal B   | 2022–23        | Segunda División   | 11       | 0    | —        | —    | —            | —            | —        | —      | —        | —      | 11       | 0     |
| Villarreal B   | Total          | Total              | 41       | 0    | —        | —    | —            | —            | —        | —      | —        | —      | 41       | 0     |
| Villarreal     | 2020-21        | La Liga            | 0        | 0    | 0        | 0    | —            | —            | 0        | 0      | —        | —      | 0        | 0     |
| Villarreal     | 2021–22        | La Liga            | 0        | 0    | 1        | 0    | —            | —            | 0        | 0      | —        | —      | 1        | 0     |
| Villarreal     | 2022–23        | La Liga            | 2        | 0    | 1        | 0    | —            | —            | 3        | 0      | —        | —      | 6        | 0     |
| Villarreal     | 2023–24        | La Liga            | 36       | 0    | 0        | 0    | —            | —            | 1        | 0      | —        | —      | 37       | 0     |
| Villarreal     | Total          | Total              | 38       | 0    | 2        | 0    | 0            | 0            | 4        | 0      | 0        | 0      | 44       | 0     |
| Chelsea        | 2024–25        | Premier League     | 6        | 0    | 1        | 0    | 2            | 0            | 14       | 0      | 1        | 0      | 24       | 0     |
| Chelsea        | 2025–26        | Premier League     | 0        | 0    | 0        | 0    | 0            | 0            | 0        | 0      | —        | —      | 0        | 0     |
| Chelsea        | Total          | Total              | 6        | 0    | 1        | 0    | 2            | 0            | 14       | 0      | 1        | 0      | 24       | 0     |
| Total de jogos | Total de jogos | Total de jogos     | 85       | 0    | 3        | 0    | 2            | 0            | 18       | 0      | 1        | 0      | 109      | 0     |

1. ↑  Incluindo a Copa del Rey e a Copa da Inglaterra
2. ↑  Incluindo a Copa da Liga Inglesa
3. ↑  Jogos pela Liga Conferência da UEFA
4. ↑  Jogo pela Liga Europa da UEFA
5. ↑  Jogos pela Liga Conferência da UEFA
6. ↑  Jogo pelo Mundial de Clubes FIFA

## Títulos
Chelsea
- Liga Conferência da UEFA: 2024–25[19]
- Mundial de Clubes FIFA: 2025[20]